# Тюлен, Тристан
Тристан Тюлен (нидерл. Tristan Tulen, род. 22 июля 1991) — нидерландский фехтовальщик-шпажист, двукратный призёр чемпионатов Европы, чемпион III Европейских игр 2023 года. Участник летних Олимпийских игр 2024 года.

## Биография
В 2022 году на чемпионате Европы в Анталье Тристан завоевал серебряную медаль в индивидуальных соревнованиях шпажистов. В финале он уступил титул французу Яннику Борелю.
На III Европейских играх в Кракове, в индивидуальных соревнованиях шпажистов, завоевал золотую медаль. В финале одолел соперника из Португалии Мигеля Фражао.
В июле 2024 года на летних Олимпийских играх в Париже принял участие в индивидуальных соревнованиях шпажистов. В 1/16 финала уступил итальянцу Федерико Висмара (11:15).
В 2025 году на чемпионате Европы в Генуе стал обладателем серебряной медали в командном турнире шпажистов. В финале команда Нидерландов уступила Франции.